# Délivrez-moi (film)
Cet article possède des paronymes, voir Délivrez-moi ! et Des livres et moi.
Pour plus de détails, voir Fiche technique et Distribution.
Délivrez-moi  est un film québécois réalisé par Denis Chouinard, sorti en 2006.

## Synopsis
Après avoir purgé une peine de 10 ans pour le meurtre de son ancien amant, Annie tente de renouer avec sa fille qui ne veut plus rien savoir d'elle.

## Fiche technique
- Titre original : Délivrez-moi
- Réalisation : Denis Chouinard
- Scénario : Denis Chouinard et Monique Proulx
- Musique : Claude Fradette
- Direction artistique : Patrice Bengle
- Décors : Francine Danis
- Costumes : Sophie Lefebvre
- Coiffure : Marie-France Cardinal
- Maquillage : Christiane Fattori
- Photographie : Steve Asselin
- Son : Claude La Haye, Martin Pinsonnault, Hans Peter Strobl, Bernard Gariépy Strobl
- Montage : Michel Arcand
- Production : Réal Chabot et Lorraine Dufour
- Société de production : Coop Vidéo de Montréal
- Sociétés de distribution : TVA Films
- Budget : 3,5 millions de dollars[1]
- Pays d'origine :  Canada
- Langue originale : français
- Format : couleur, DVD : format d'image : 1.78:1 ou 1.33:1
- Genre : drame
- Durée : 100 minutes
- Dates de sortie :
  - Canada : 8 mai 2006 (avant-première à Sherbrooke)[2]
  - Canada : 10 mai 2006 (première au cinéma Impérial, à Montréal)[3]
  - Canada : 12 mai 2006  (sortie en salle au Québec)
  - Canada : 19 septembre 2006  (DVD)

## Distribution
- Céline Bonnier : Annie
- Geneviève Bujold : Irène, la belle-mère
- Juliette Gosselin : Sophie
- Patrice Robitaille : Ghislain
- Pierre-Luc Brillant : Marco
- Danielle Fichaud : Martine
- Gregory Hlady : Milan
- Pierre Collin : monsieur Déry
- Nicole Leblanc : madame Bissonnette
- Lise Roy : madame la juge
- Sandrine Bisson : la vendeuse de l'animalerie
- Benoît McGinnis : gars du parc #1
- Francis La Haye : gars du parc #2